# 盧布林高
盧布林高是印度尼西亞南蘇門答臘省的城市，位於該國西部蘇門答臘島西南部，面積401.5平方公里，2004年人口167,138，人口密度為每平方公里416.28人。

## 外部連結
- （印尼文） 官方网站

3°17′48″S 102°51′42″E / 3.29667°S 102.86167°E